# Alnecium
Alnecium is een monotypisch geslacht behorend tot de familie Gnomoniaceae. De typesoort is Alnecium auctum.